# Teorema de redução de modalidades em S5
O teorema de redução de modalidades em S5 (um sistema de lógica modal construído com a adição da euclidianidade e reflexividade à lógica K) diz que qualquer fórmula de grau modal maior do que 1 (que apresente mais de um operador modal aplicado a uma mesma fórmula) é reduzível em S5 a uma fórmula de primeiro grau. Formalmente:
- {\displaystyle \Theta _{1}\Theta _{2}...\Box \alpha \dashv \vdash \Box \alpha } e {\displaystyle \Theta _{1}\Theta _{2}...\Diamond \alpha \dashv \vdash \Diamond \alpha }, em que {\displaystyle \,\Theta _{i}} pode ser {\displaystyle \Box } ou {\displaystyle \Diamond }.

## Procedimento para redução
É suficiente mostrar que qualquer fórmula de segundo grau pode ser reduzida a uma de primeiro grau, visto que a repetição desse procedimento possibilita tratar os casos de maior grau.
As equivalências necessárias para aplicar o procedimento serão as seguintes (todas válidas em S5):

### Equivalências necessárias
- R1: {\displaystyle \Diamond p\dashv \vdash \Box \Diamond p}
- R2: {\displaystyle \Box p\dashv \vdash \Diamond \Box p}
- R3: {\displaystyle \Diamond p\dashv \vdash \Diamond \Diamond p}
- R4: {\displaystyle \Box p\dashv \vdash \Box \Box p}

- K3: {\displaystyle \Box (p\land q)\dashv \vdash (\Box p\land \Box q)}
- K6: {\displaystyle \Diamond (p\lor q)\dashv \vdash (\Diamond p\lor \Diamond q)}

- S5(4): {\displaystyle \Box (p\lor \Box q)\dashv \vdash (\Box p\lor \Box q)}
- S5(5): {\displaystyle \Box (p\lor \Diamond q)\dashv \vdash (\Box p\lor \Diamond q)}
- S5(6): {\displaystyle \Diamond (p\land \Diamond q)\dashv \vdash (\Diamond p\land \Diamond q)}
- S5(7): {\displaystyle \Diamond (p\land \Box q)\dashv \vdash (\Diamond p\land \Box q)}

### Método
K3 (lei de distribuição do {\displaystyle \Box }) nos permite distribuir {\displaystyle \Box } sobre qualquer conjunção. Se qualquer dos membros da conjunção começar com um operador modal, a lei de redução apropriada nos possibilitará "deletar" {\displaystyle \Box } quando ele encontrar com este operador. Assim, {\displaystyle \Box (p\land \Diamond q)} se torna não somente {\displaystyle \Box p\land \Box \Diamond q} por K3, mas também {\displaystyle \Box p\land \Diamond q} por R1. Dizemos nesse caso que {\displaystyle \Box } foi absorvido por {\displaystyle \Diamond }.
S4(4) e S4(5) nos permitem o mesmo tipo de distribuição e absorção quando {\displaystyle \Box } precede uma disjunção, desde que pelo menos um dos lados originais dela comece com um operador modal. (S4(4) e S4(5) são definidos apenas para disjunções com dois membros. Se quisermos praticar a distrubuição do {\displaystyle \Box } sobre uma disjunção de n membros devemos tomar todos os elementos da disjunção, menos um com um operador modal, e tratá-los como um único elemento. Por exemplo:
{\displaystyle \Box (p\lor \Diamond q\lor r\lor \Box s)} forma:
{\displaystyle \Box ((p\lor r\lor \Box s)\lor \Diamond q)}, que aplicando S5(5) nos dá:
{\displaystyle \Box ((p\lor e)\lor \Box s)\lor \Diamond q} que por S4(4) nos dá:
{\displaystyle \Box (p\lor r)\lor \Box s\lor \Diamond q}. Não vamos para:
{\displaystyle \Box p\lor \Diamond q\lor \Box r\lor \Box s}, visto que a fórmula já apresenta grau modal 1.
K6 (lei de distruibuição do {\displaystyle \Diamond }), junto com S5(6) e S5(7) analogamente nos permitem executar a distribuição e absorção do {\displaystyle \Diamond } irrestritamente sobre uma disjunção e, como visto anteriormente, sobre uma conjunção. Estes são passos chaves no processo de redução para o grau 1.
Como dito anteriormente, é suficiente mostrar como reduzir uma fórmula de grau 2 para uma de grau 1. Há quatro passos neste processo, apesar de nem sempre serem necessários os quatro em todos os casos. Os três primeiros são diretos:
- 1 - Primeiro eliminar todos os operadores com exceção de {\displaystyle \neg ,\Box ,\Diamond ,\lor } e {\displaystyle \land } usando as definições apropriadas.
- 2 - Então eliminar todas as ocorrências de {\displaystyle \neg } imediatamente antes de um parêntese ou de um operador modal pelas leis de De Morgan e de interdefinição entre {\displaystyle \Box } e {\displaystyle \Diamond }.
- 3 - Em seguida reduzir todas as modalidades iteradas (mais de uma em seqüência) para modalidades únicas pelas leis de redução R1-R4.
- 4 - Se a fórmula resultante dos passos 1-3 ainda é de segundo grau, só pode ser porque ela, ou alguma parte dela, é da forma {\displaystyle \Box \alpha } ou {\displaystyle \Diamond \alpha }, em que {\displaystyle \,\alpha } é de grau 1 e é ou uma conjunção ou uma disjunção.

#### Casos especiais
Considere o caso {\displaystyle \Box \alpha }. Há três possibilidades:
(a) {\displaystyle \,\alpha } é uma conjunção; nesse caso, desde que {\displaystyle \Box } se ditribui irrestritamente sobre conjunções, distribui-se {\displaystyle \Box } sobre a conjunção em {\displaystyle \,\alpha }, deixando-o ser absorvido por qualquer operador modal que venha a encontrar no processo.
(b) {\displaystyle \,\alpha } é uma disjunção em que pelo menos um dos lados começa com um operador modal; nesse caso, novamente distribuimos {\displaystyle \Box } e o deixamos ser absorvido.
(c) {\displaystyle \,\alpha } é uma disjunção em que nenhum dos lados começa com um operador modal. Uma vez que {\displaystyle \,\alpha } é de grau 1, só pode ser porque um dos lados da disjunção de {\displaystyle \,\alpha } é uma conjunção com um operador modal nela. Para resolver este caso transforma-se {\displaystyle \,\alpha } em uma conjunção, pela lei da distributividade ({\displaystyle p\lor (q\land r))\equiv ((p\lor q)\land (p\lor r))}), e distribui-se {\displaystyle \Box } pela conjunção obtida. Por exemplo:
Se {\displaystyle \Box \alpha } é {\displaystyle \Box (p\lor (q\land \Diamond r))}, transforma-se, pela distributividade, em
{\displaystyle \Box ((p\lor q)\land (p\lor \Diamond r))}
e então, por K3', em
{\displaystyle \Box (p\lor q)\land \Box (p\lor \Diamond r)}, podendo resolver como em (b), obtendo {\displaystyle \Box (p\lor q)\land (\Box p\lor \Diamond r)}, ou, caso seja impossível, aplicando mais uma vez a distributividade e K3.
A repetição desses passos sempre possibilitará ao {\displaystyle \Box } encontrar cada operador modal em {\displaystyle \,\alpha }, não importa o quão profundamente imerso o operador esteja.
O caso de {\displaystyle \Diamond \alpha } pode ser resolvido de forma análoga, exceto que desta vez é quando {\displaystyle \,\alpha } é uma conjunção em que nenhum dos lados começa com um operador modal que possa ser tratato diretamente, e a lei de distributividade se faz novamente necessária.

## Resultados
Portanto, em S5, qualquer fórmula bem fundada (que não pode ser reescrita infinitamente) é equivalente a alguma fórmula de grau modal 1 em função de suas variáveis. (Verdade mesmo que a fórmula não contenha operadores modais; qualque fórmula bem fundada {\displaystyle \,\alpha } é equivalente a {\displaystyle \,\alpha \land (\Box p\lor \neg \Box p)}, sendo {\displaystyle \,p} alguma variável de {\displaystyle \,\alpha }.)
Não é difícil ver que só poe haver um número finito de funções modais (de qualquer conjunto de variáveis) de grau 1 distintas, visto que há apenas um número finito de fórmulas não-equivalentes.